# Астериды
Астериды — дочерняя группа (клада) неопределённого ранга, входящая в состав клады  Суперастериды, которая включается в более крупную кладу Эвдикоты в системах классификации Покрытосеменных, разработанных «Группой филогении покрытосеменных» (Angiosperm Phylogeny Group, APG) — APG I (1998), APG II (2003), APG III (2009) и APG IV (2016).
В соответствии с определениями последней версии системы APG IV (2016) традиционные научные латинские названия таксономических рангов выше Порядка (лат. ordo), такие как Класс (лат. classis) и Отдел (лат. divisio), не употребляются, вместо них используются англоязычные эквиваленты без уточнения иерархического положения, которое заменяется общим термином клада.
Название клады Астериды (англ. Asterids) отражает историческое наследование основного состава этой группы от подкласса Астериды (лат. Asteridae), который выделялся в более ранних системах Тахтаджяна и Кронквиста.

## Состав клады в APG IV[2]
В группу «Астериды» в Системе классификации APG IV (2016) входят следующие таксоны (семейства, входящие в состав порядков, в списке не приведены):
клада Цветковые (англ. Angiosperms)
клада Эвдикоты (англ. Eudicots)
клада Суперастериды (англ. Superasterids)
клада Астериды (англ. Asterids)
Порядок Кизилоцветные (Cornales)
Порядок Верескоцветные (Ericales)
клада Кампанулиды (англ. Campanulids)
Порядок Падубоцветные (Aquifoliales)
Порядок Астроцветные (Asterales)
Порядок Эскаллониецветные (Escalloniales)
Порядок Бруниецветные (Bruniales)
Порядок Паракрифиецветные (Paracryphiales)
Порядок Ворсянкоцветные (Dipsacales)
Порядок Зонтикоцветные (Apiales)
клада Ламииды (англ. Lamiids)
Порядок Паслёноцветные (Solanales)
Порядок Ясноткоцветные, или Губоцветные (Lamiales)
ⓃПорядок Валиецветные (Vahliales)
Порядок Горечавкоцветные (Gentianales)
ⓃПорядок Бурачникоцветные (Boraginales)
Порядок Гарриецветные (Garryales)
ⓃПорядок Metteniusales
ⓃПорядок Икациноцветные (Icacinales)

## Состав подкласса в системе Кронквиста
Одной из наиболее известных и влиятельных систем, формально признававших подкласс Asteridae, была система Кронквиста, разработанная ботаником Артуром Кронквистом и включавшая в себя следующие порядки:
- Астроцветные
- Болотникоцветные
- Ворсянкоцветные
- Горечавкоцветные
- Калицероцветные
- Колокольчикоцветные
- Мареноцветные
- Норичникоцветные
- Паслёноцветные
- Подорожникоцветные
- Ясноткоцветные

Большинство из вышеперечисленных порядков, определенных Кронквистом, были радикально пересмотрены на основе недавних молекулярных систематических исследований.
Подкласс Asteridae Кронквиста в значительной степени соответствует более старым понятиям Sympetalae и Tubiflorae, групп, которые были определены путем объединения их лепестков в трубку. Тем не менее, эти более ранние классификации содержали некоторые симпатические семейства, такие как Cucurbitaceae, которые, как теперь известно, не связаны между собой.
Недавние филогенетические исследования показали, что несколько семейств, включая три основных порядка, не включенных в Asteridae Кронквистом, Верескоцветные, Кизилоцветные и Зонтикоцветные, также принадлежат к группе Астериды. Описание подкласса Asteridae, равно как и описаний входящих в него порядков, в настоящее время находятся в состоянии изменения; многие систематические ботаники называют их кладами (asterids, euasterids и т. д.), а не используют формальные названия, такие как подкласс Asteridae.